# 489
489 (CDLXXXIX) var ett normalår som började en sönsdag i den julianska kalendern.

## Händelser

### Augusti
- 28 augusti – Theoderik besegrar Odovakar i slaget vid Isonzo och pressar sig vidare genom Italien.

### September
- 27 september – Odovakar anfaller återigen Theoderik i slaget vid Verona och blir besegrad på nytt.
- Den bysantinske kejsaren Zeno stänger den nestorianska akademien i Edessa.

### Okänt datum
- Den ostrogotiske kungen Theoderik fortsätter sin invasion av Italien med den bysantinske kejsaren Zenos goda minne. Theoderik hamnar då i krig med Odovakar, vilket varar till 493.

## Födda
- Buretsu, kejsare av Japan.

## Avlidna
- Acacius, patriark av Konstantinopel.
- Fravitta, patriark av Konstantinopel.
- Peter III, koptisk-ortodox patriark av Alexandria.